# Rose Noire II
Pour les articles homonymes, voir Rose noire (homonymie).
Le Rose Noire II est un yacht classique construit en 1964 sur les plans de l'architecte naval Eugène Cornu, l'un des derniers voiliers de course-croisière à voir le jour en Pays de la Loire. Le Rose Noire II fait l'objet d'un classement au titre des monuments historiques depuis le 16 mars 2000.
Son immatriculation est LS 486125 X (Sables-d'Olonne). Son numéro d'identification de voile est FRA 2729 C.

## Histoire

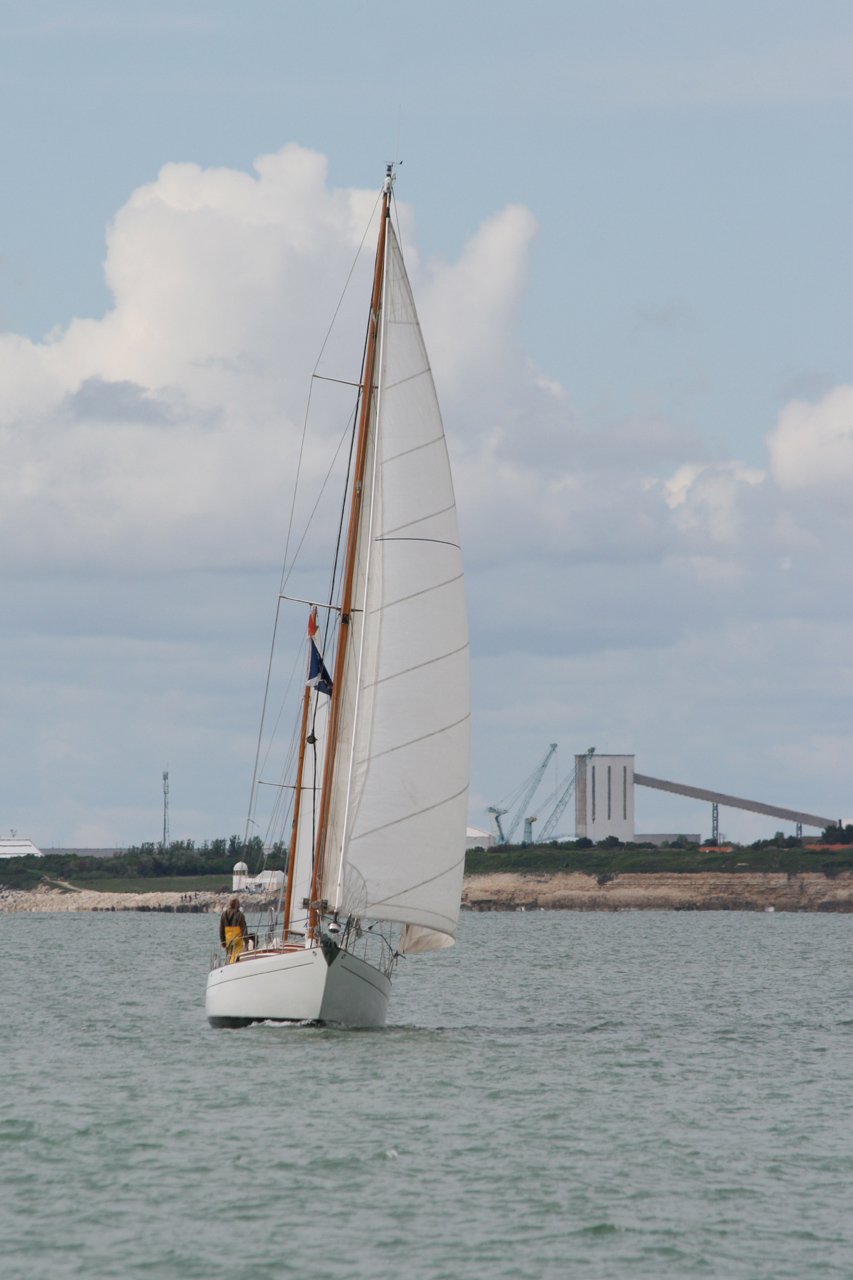
Dans la baie de La Rochelle.

Ce yawl est construit pour Henry Rey, homme politique et yachtman célèbre. Il fut lancé sous le nom de Vindilis et a essentiellement navigué sur les côtes bretonnes et de la Manche pour des régates et des croisières familiales. En 1970, il change de propriétaire et prend le nom de Rose Noire II. 
En 1981, il est racheté par l'association bordelaise Prado qui s'occupe de toxicomanes. Jusqu'à sa reprise par l'association actuelle Rose Noire, il a toujours navigué et a été entretenu dans son aspect d'origine.  Créée en 2007, cette association a pour buts de promouvoir le patrimoine maritime, encadrer sa restauration, son entretien et son exploitation. Un mécénat d'entreprises locales soutient cette action dans le cadre de promotions régionales de ce voilier inscrit comme monument historique au titre de patrimoine maritime. 
Le Rose Noire II fait l'objet d'un classement au titre des monuments historiques depuis le 16 mars 2000.
Sa restauration s'est effectuée sur deux chantiers différents :
- Chantier du Guip[2] à Brest : (2005-2006) travaux sur la structure et la coque en charpenterie de marine (coût des travaux : 85 000 €) ;
- Entreprise Boistech[3] à Saint-Hilaire-de-Riez : (2007-2008) aménagements intérieurs (3 cabines avec 8 couchettes).

Les travaux de remotorisation, sellerie, voilerie et électricité ont été confiés à des entreprises vendéennes (coût des travaux : 200 000 €).
Le Rose Noire est mis à l'eau le 29 mai 2008. Outre ses sorties en mer pour les membres adhérents à l'association, il participe aux diverses régates classiques de la région et aux différents rassemblements de vieux gréements tel que Les Tonnerres de Brest 2012. Le Rose Noire II est membre du Yachting Club Classique de La Rochelle.